# Punta Marguareis
Die Punta Marguareis (franz. auch Pointe Marguareis) ist der höchste Berg der Ligurischen Alpen in unmittelbarer Nähe der Seealpen östlich vom Col de Tende. Er liegt direkt an der Grenze zwischen dem Piemont und dem französischen Département Alpes-Maritimes in der östlichen Provence, zu dem auch seit dem Friedensvertrag 1947 zwischen Frankreich und Italien (siehe Grenze zwischen Frankreich und Italien) der 2651 Meter hohe Gipfel gehört.
Die erste überlieferte Besteigung fand 1832 durch Lorenzo Pareto über den Südgrat statt.